# هوهغانت
هوهغانت (بالإنجليزية: Hohgant)‏ هو أحد جبال سلسلة جبال الألب إيمينتال ويقع في كانتون برن في سويسرا. يحتل المرتبة رقم 358 في قائمة جبال سويسرا من حيث الارتفاع، إذ يبلغ ارتفاعه حوالي 2197 متر، بينما يبلغ ارتفاع نتوء الجبل 638 متر.